# Најада
Најада или Нептун III је један од мањих месеца планете Нептун. 
Најада је био последњи Нептунов месец који је при свом лету поред Нептуна открила сонда Војаџер 2 1989.
Име је добио по Најадама, воденим нимфама из грчке митологије.

## Подаци
Најада кружи око Нептуна на средњем растојању од 48.200 , сваких 7 сати и 6 минута. Његова раван окретања је нагнута 4,74° у односу на Нептунов екватор. Око Нептуна кружи исподе критичне дистанце, тако да ће га гравитационе силе временом издробити и претворити у прстен, или привући у Нептунову атмосферу где ће сагорети. 
Најада је тело неправилног облика димензија 96×60×52 . На његовој површини нема геолошких карактеристика.